# Margaret de Menteith
Margaret de Menteith (fl. 1311–1324) fue hija del conde Alexander de Menteith y su esposa Matilda de Strathearn, así como la esposa de Alexander de Abernethy, un destacado caballero escocés y rival de Roberto I de Escocia. En 1311/1312, aparece por primera vez en los archivos históricos como «lady Margaret de Abrenythy», una dama de la corte de Isabel de Francia, reina de Inglaterra. Residió en Inglaterra hasta el 30 de enero de 1324/1325, fecha en la que en el Calendar of Patent Rolls se recogió la concesión realizada por el rey Eduardo II de Inglaterra: «Permiso para que Margaret de Abernythyn vaya a Escocia a negociar con sus allegados la recuperación de las tierras heredadas que posee en Escocia».
Margaret fue hija de Alexander, conde de Menteith.
Margaret y sir Alexander de Abernethy tuvieron dos hijas al menos:
- Margaret de Abernethy, esposa de sir John Stewart, conde de Angus; y
- Mary de Abernethy, esposa de (1) sir Andrew de Leslie y (2) sir David de Lindsay.